# Patema Inverted
Patema Inverted (jap. サカサマのパテマ, Sakasama no Patema) ist ein japanischer Science-Fiction-Animationsfilm von Yasuhiro Yoshiura aus dem Jahre 2013.

## Handlung
2067 haben Wissenschaftler eine Möglichkeit gefunden, Energie aus der Schwerkraft zu gewinnen. Das erste Experiment dazu schlägt allerdings fehl und hat verheerende Folgen: Ein großer Teil der Menschheit und viele Gegenstände und Gebäude erfahren eine umgekehrte Schwerkraft, die sie gen Himmel zieht. Überlebende dieser Katastrophe sowie von der umgekehrten Schwerkraft verschonte Menschen begannen, jeweils eine neue Zivilisation aufzubauen.
Einen Teil dieser Menschen trieb es in den Untergrund, geschützt vor der umgekehrten Schwerkraft. Diese bauten mit der Zeit eine Stadt mit eigenem Ökosystem. In dieser Stadt lebt Patema, die sich regelmäßig aus dieser herausschleicht, um die Gegend zu erkunden. Da ihr Großvater, das Oberhaupt der Gruppe, von der Gefahr weiß und zudem die Gegend, in der Patema regelmäßig unterwegs ist, als Gefahrenzone deklariert wurde, wird sie nach ihrer Erkundung von ihm zurechtgewiesen. Da sie in seinen Augen noch zu jung ist, verweigern ihr Großvater und ein Freund von ihr namens Porta, ihr die komplette Wahrheit zu erzählen. Stattdessen beschreibt Porta „Fledermausmenschen“ mit roten Augen, die von der Decke hängen und Menschen entführen. Ein weiterer Freund von Patema, Lagos, besucht sie insgeheim regelmäßig und erzählt ihr Geschichten aus seinen Entdeckungsreisen an die „echte Welt“ und bringt ihr Souvenirs mit. Ein Foto der Oberfläche mit der Aufschrift „Die wahre Welt“ ist zu sehen.
An der Oberfläche entstand ein totalitärer Staat namens Aiga, dessen Oberhaupt Izamura einem strikten Erziehungsmuster folgt: Er beschreibt die Katastrophe als eine Strafe Gottes, die alle sündigen Menschen in den Himmel zog, und verbietet jedem Menschen, Interesse am Himmel zu zeigen oder sich mit der Vergangenheit zu beschäftigen. Den Studenten wird verboten, Ideen gegen den Gedanken des Staates zu hegen. Mit dieser Methode und dem radikalen Vernichten von Feinden nutzt das Oberhaupt Angst, um für Recht und Ordnung in Aiga zu sorgen. In diesem Staat sind alle Studenten verpflichtet, an den Erziehungskursen teilzunehmen, und werden strengstens von der Sicherheitspolizei und diversen Kameras überwacht. Zudem ist Izamura überzeugt, es seien noch immer „invertierte“ Menschen am Leben, die er als Abschaum bezeichnet, und hegt den Plan, sie zu finden und zu vernichten.
Age, einer der Studenten, findet großes Interesse am Himmel und schleicht sich des Öfteren aus den Kursen, um den Himmel zu beobachten. Sein Vater kam einige Jahre zuvor ums Leben bei dem Versuch, den Himmel mit einem von ihm angefertigten Raumschiff zu erklimmen. Der Vorfall wurde von Aiga als Unfall deklariert, was Age bezweifelt.
Patema, nachdem sie trotz der Warnung ihres Großvaters ein weiteres Mal auf Erkundung geht, begegnet einem Fledermausmenschen, der als vermummte Person mit Maske und verdrehter Schwerkraft auftritt. Dieser versucht, sie zu ergreifen. Bei dem Versuch, vor ihm zu flüchten, fällt sie in ein großes Loch innerhalb der Gefahrenzone. Sie erwacht an einem Vorsprung aus Stein, umhüllt von Vegetation. Ihr mitgebrachter Rucksack fällt daraufhin von dem Vorsprung und es wird enthüllt, dass Patema sich an der Oberfläche befindet und ihre Schwerkraft umgekehrt ist; der Himmel befindet sich unter ihr. Der Rucksack, an einem Zaun hängend und über dem Himmel unter sich baumelnd, wird von Age entdeckt, der an seinem gewohnten Platz liegt. Bei dem Versuch, ihren Rucksack zu greifen, wird sie ebenfalls von Age entdeckt und in eine kleine Hütte gerettet. Der Rucksack fällt in die Tiefe des Himmels.
Von dort an lernen sich Age und Patema kennen und erzählen von ihren Welten. Dabei entdecken sie, dass sie per Festhalten ihre Schwerkraft gegenseitig aufheben können, und nutzen dies, um zu fliegen. Das Ganze wird von Izamura über Kamera beobachtet und er gibt den Befehl, Patema gefangen zu nehmen. Age und Patema fliehen daraufhin aus der Hütte und entkommen mittels ihrer Möglichkeit zu fliegen, werden aber im letzten Moment von der Sicherheitspolizei aus der Luft geholt und gefangen genommen. Age wird wegen seines Verhaltens von Izamura bedroht und Patema wird auf der Spitze des größten Gebäudes, des Verwaltungszentrums von Aiga, eingesperrt.
Die Invertgruppe aus dem Untergrund bemerkt zugleich die längere Abwesenheit von Patema und schließen, dass sie an die Oberfläche gefallen sein muss. Sie starten einen Rettungsversuch.
Age, von Schuldgefühlen verfolgt, kehrt an seinen Platz zurück. Dort trifft er auf Porta, der sich an die Oberfläche begeben hat, um nach Patema zu suchen. Zusammen mit den Menschen aus dem Untergrund schmieden sie einen Plan, um Patema aus dem Verwaltungsgebäude zu retten. Das Oberhaupt beschreibt dabei, dass die Gefahrenzone als solche deklariert wurde, da dort ein Schacht direkt in das Verwaltungszentrum führt. Age und Porta nutzen den Trick, ihre gegenseitige Schwerkraft zu nutzen, um dieses Gebäude zu erklimmen. 
Derweil wird Patema von Izamura aufgeklärt, dass Lagos bei seiner letzten Erkundungsreise von der Sicherheitspolizei gefangen genommen und gefoltert wurde, bis er den genauen Ort der Untergrundzivilisation preisgebe. Er starb an deren Folgen, ohne seine Leute zu verraten. Patema soll das gleiche Schicksal erleiden.
Porta und Age, an der Spitze angekommen, trennen sich und Age dringt alleine zu Patema vor. Bevor sie entkommen, werden sie jedoch von der Sicherheitspolizei und Izamura in die Enge getrieben. Auf dem Gebäude spitzt sich die Lage zu, als Izamura Age mit einer Waffe bedroht. Bevor es zum Schuss kommt, greift Patema Age im letzten Moment und aufgrund des zusätzlichen Gewichts von Patema aufgrund einer Kette beginnen sie, mit hohem Tempo in den Himmel zu fallen. Izamura deklariert die beiden daraufhin als tot und befiehlt seinem ersten Kommandant Jaku, Ages Tod als durch einen Unfall verursacht anzugeben. Jaku wird zunehmend skeptisch gegenüber Izamuras Vorgehensweisen.
Age und Patema beginnen, in den Nachthimmel zu fallen. Bei näherer Betrachtung stellt sich heraus, dass der Himmel eine feste Oberfläche mit umgekehrter Schwerkraft ist. Sie landen in einer von Lampen und metallenen Gebäuden, von Menschen nicht bewohnten Gegend. Dort entdecken sie das von Ages Vater betriebene Raumschiff und finden heraus, dass es allein durch Gewichte mit umgekehrter Schwerkraft betrieben wurde. Ebenfalls finden sie das Tagebuch des Vaters, in dem er die Freundschaft zu Lagos beschreibt und wie sie das Raumschiff zusammen entwarfen. Der Unfall des Vaters stellt sich als gezielter Mord durch Izamura und die Sicherheitspolizei heraus. Als die Nacht vorbeigeht und die Oberfläche beginnt, warm zu werden und zu glühen, treten sie mit dem Raumschiff die Rückreise an. Patema und Age kommen sich dabei näher.
Das Raumschiff wird kurz vor der Landung von den Studenten Aigas sowie Izamura entdeckt und droht, abgeschossen zu werden. Age und Patema retten sich aus dem Raumschiff und sinken in die Tiefe, wo sie von der Untergrundzivilisation empfangen werden. Izamura, Jaku und seine Leute benutzen das gelandete Schiff derweil, um den beiden in den Untergrund zu folgen. Sie landen auf der Plattform, auf der sich die Invertierten befinden, wobei Patema und Age und einige Sicherheitspolizisten den Halt verlieren und weiter in die Tiefe fallen. Als die Untergrundmenschen beginnen, den in Gefahr schwebenden Sicherheitspolizisten zu helfen, schlägt es Jaku auf die Seite der Invertierten. Izamura folgt Age und Patema.
Auf dem Boden des Schachtes angekommen, werden Age und Patema erneut von Izamura mit der Waffe bedroht. Age, der Patema fest im Griff hat und beteuert, sie nicht loszulassen, wird von Izamuras Waffe am Bein verletzt und verliert scheinbar die Kraft, Patema festzuhalten. Bevor Izamura eine zweite Kugel abfeuern kann, wird er von Porta angegriffen, der die Waffe an sich reißt und daraufhin den Schacht hinauffällt. Patema ergreift Izamura und der Boden unter Izamura beginnt zu brechen. Zur Überraschung der Anwesenden reißt es sämtliche Bruchstücke nach oben. Izamura, ergriffen von Patema, fällt in das Loch an die Oberfläche einer Welt, die sich aus Sicht von Patema richtig herum befindet und auf der sich Ruinen von Gebäuden aus der Vorzeit befinden. Izamura wird vom fallenden Raumschiff erwischt und in den Himmel gezogen und Patema beginnt, langsam wieder in Richtung des Loches zu fallen, wird aber von Jaku gerettet.
Es stellt sich heraus, dass die wahre Oberfläche mit echtem Himmel für Patema richtig herum und für die Menschen aus Aiga falsch herum ist. Somit waren die eigentlichen Invertierten die Aiga-Bürger, die sich aus Angst vor der umgekehrten Schwerkraft in den Untergrund retteten und eine falsche Oberfläche schufen, wogegen die Menschen aus dem Untergrund die Leute waren, die nicht von der umgekehrten Schwerkraft erfasst wurden.
Die übrigen Invertierten, Patema, Age und Jaku fassen den Entschluss, die Menschheit wieder zu vereinen und gemeinsam auf der Oberfläche zu leben.

## Veröffentlichung
Eine Veröffentlichung war ursprünglich für 2012 geplant, wurde dann jedoch auf das Folgejahr verschoben. Zudem wurden stattdessen zwischen dem 25. Februar und dem 25. August 2012 der Prolog Sakasama no Patema: Beginning of the day (サカサマのパテマ Beginning of the day), der den ersten Tag der Handlung abdeckt, online bei den Videoplattformen Gyao! und Nico Nico Douga in vier Teilen zu je 7 Minuten veröffentlicht.
Der Film lief am 9. November 2013 in den japanischen Kinos an und erschien am 25. April 2014 auf DVD und Blu-ray.
In Deutschland wurde Patema Inverted von Kazé Anime am 25. März 2016 auf DVD und Blu-ray Disc in einer deutschen Synchronfassung veröffentlicht. Zuvor war er bereits am 12. Oktober 2015 zur Primetime in insgesamt 56 deutschen und österreichischen Kinos zu sehen. Daneben erschien der Film in den USA, dem Vereinigten Königreich, Australien und Neuseeland, Frankreich, Russland und Taiwan.

## Synchronisation
| Rolle   | japanischer Sprecher (Seiyū) | deutscher Sprecher |
| ------- | ---------------------------- | ------------------ |
| Patema  | Yukiyo Fujii                 | Jodie Blank        |
| Age     | Nobuhiko Okamoto             | Amadeus Strobl     |
| Porta   | Shintarō Ōhata               | Maximilian Artajo  |
| Jii     | Shin’ya Fukumatsu            | Axel Lutter        |
| Izamura | Takaya Hashi                 | Matthias Klages    |
| Jaku    | Hiroki Yasumoto              | Sebastian Walch    |

## Manga
Zum Film entstand der Spin-off-Manga Sakasama no Patema: another side (サカサマのパテマ another side), der vom Illustrator toi8 gezeichnet wurde. Dieser erschien im Manga-Magazin Big Gangan des Verlags Square Enix zwischen dem 24. März 2012 (Vol. 04/2012) bis 24. August 2013 (Vol. 09/2013). Die Kapitel wurden in einem Sammelband (Tankōbon) vom 25. Oktober 2013 (ISBN 978-4-7575-4106-1) zusammengefasst. Die Handlung spielt zwar in derselben Welt, besitzt jedoch eine andere Protagonistin.

## Rezeption
Der Film gewann einen Preis für Exzellenz in der Kategorie Anime beim 17. Japan Media Arts Festival 2013, den Jury- und Publikumspreis beim Scotland Loves Animation Fest 2013, sowie den Kinder- und Erwachsenenjurypreis in der Kategorie Animation beim Chicago International Children’s Film Festival 2014.